# Tōyō Kaneshige
Tōyō Kaneshige (金重 陶陽, Kaneshige Tōyō) (né Isamu Kaneshige (金重 勇, Kaneshige Isamu) à Okayama le 3 janvier 1896 – mort le 6 novembre 1967) est un potier japonais installé à Imbe. Il a participé à l'établissement du musée d'artisanat folklorique japonais en 1955 et a été désigné trésor national vivant en 1956 pour son travail sur les céramiques du style Bizen. Membre de ce qui est connu comme le « mouvement de renouveau Momoyama » des années 1930, il est crédité d'avoir redécouvert les techniques utilisées pour produire les wabi (ustensiles de thé) de la période de époque Azuchi Momoyama.